# Neopsocopsis
Neopsocopsis är ett släkte av insekter som beskrevs av André Badonnel 1936. Neopsocopsis ingår i familjen storstövsländor.
Släktet innehåller bara arten Neopsocopsis hirticornis.